# یواس‌اس پتاپسکو (۱۸۶۲)
یواس‌اس پتاپسکو (۱۸۶۲) (به انگلیسی: USS Patapsco (1862)) یک کشتی بود که طول آن ۲۴۱ فوت (۷۳ متر) بود. این کشتی در سال ۱۸۶۲ ساخته شد.